# アルパクシャド
アルパクシャド（アルパクサデ）は、旧約聖書の『創世記』に登場する人物。セムの息子で、ノアの孫、アブラハムの先祖にあたる。
『創世記』の記述によれば、父セムが100歳のとき、すなわち大洪水の2年後に生まれ、35歳で息子シェラが生まれ、その後他にも男子女子の子供をもうけ、シェラ誕生の後403年生きたという。